# Cyaniris melaenoides
Cyaniris melaenoides är en fjärilsart som beskrevs av Robert Christopher Tytler 1915. Cyaniris melaenoides ingår i släktet Cyaniris och familjen juvelvingar. Inga underarter finns listade i Catalogue of Life.